# 海麗邨

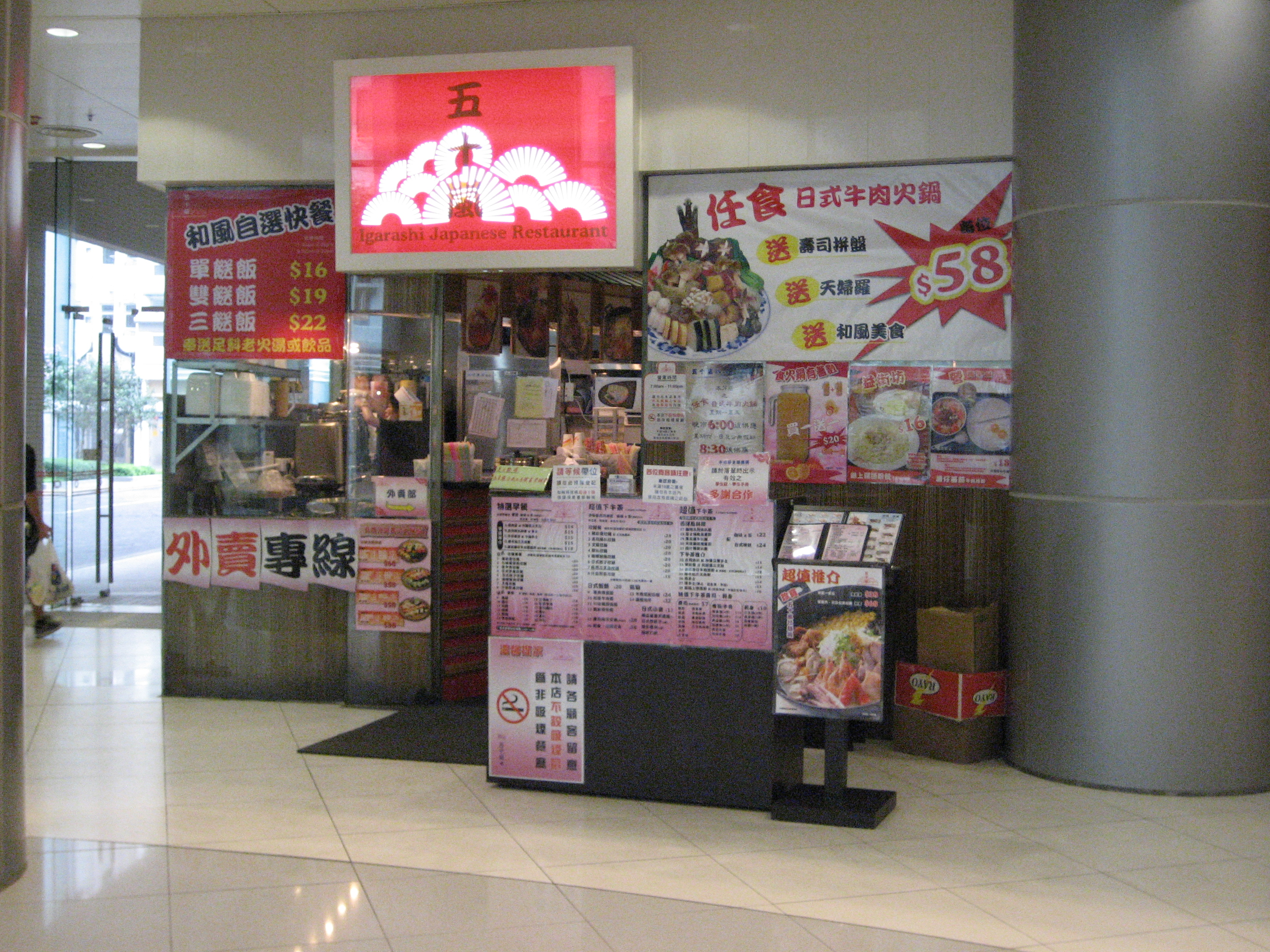
海麗邨の商店街にある日本食レストラン（五十嵐）

海麗邨（かいれいそん、英語: Hoi Lai Estate）は、香港九龍深水埗区長沙湾にある公営住宅。香港住宅委員会が管理している。

## 屋邨資料
- 屋邨種別：租住屋
- 入居開始日：2004年12月
- 棟数：12
- 設置戸数：4,908戸
- 一戸あたりの面積（平方メートル）：31.7-53.6
- 入居戸数：4,400戸
- 居住人口：16,600人
- ビルの名称（ビルの種別）

海明楼（新十字形）
海晴楼（新十字形）
海暉楼（新十字形）
海賢楼（新十字形）
海信楼（新十字形）
海雅楼（新十字形）
海禧楼（新十字形）
海健楼（新十字形）
海和楼（新十字形）
海智楼（新十字形）
海慧楼（新十字形）
海瑞楼（非標準形）